# پریت
پریت (انگلیسی: Pritt) یک برند تولیدکننده چسب، چسب نواری، گیره برچسبی است که توسط هنکل طراحی و عرضه می‌شود. پریت اولین چسب غلتکی جهان را اختراع کرد که به عنوان پریت استیک نیز شناخته می شود، که یک چسب جامد در یک محفظه قابل چرخش است.